# Zhu Zaiyu
Zhu Zaiyu (chinesisch 朱載堉 / 朱载堉, Pinyin Zhū Zàiyù, W.-G. Chu Tsai-yü; * 1536 in Huaiqing, Henan – das heutige Qinyang in Jiaozuo; † 1610) war ein Prinz der chinesischen Ming-Dynastie und ein Mathematiker und Musikwissenschaftler. Die gleichstufige Stimmung konnte von ihm im Jahr 1584 mithilfe eines Systems neunstelliger Zahlen erstmals relativ genau berechnet werden.

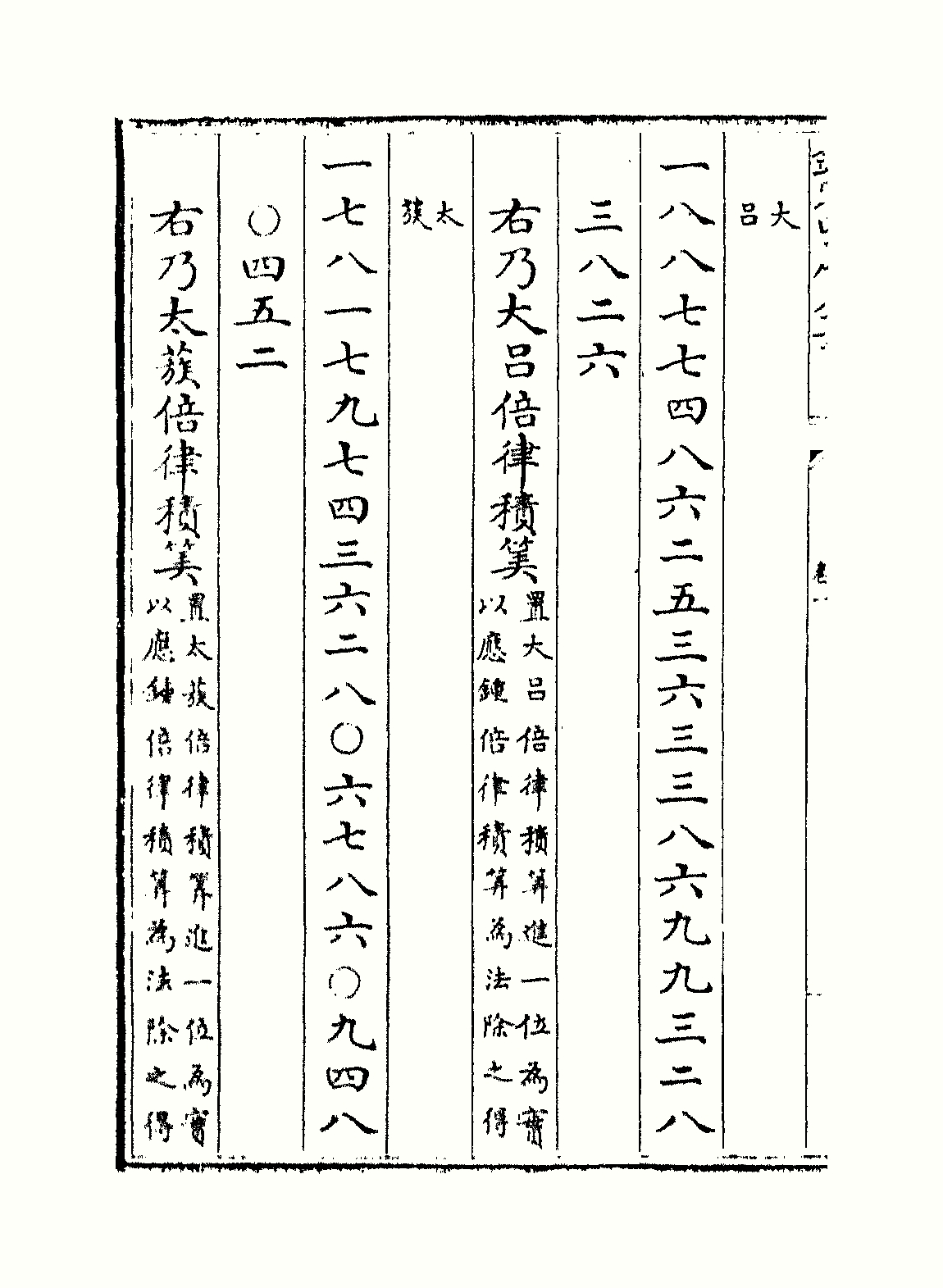
Buch über Musiktheorie

Er schrieb unter anderem das Werk Caoman Guqinpu (操縵古琴譜) über das Qin-Spiel.
Sein Grab in der Stadt Qinyang steht auf der Liste der Denkmäler der Volksrepublik China (5-174).